# 克里里
克里里是捷克的城鎮，位於該國西部，由烏斯季州負責管轄，面積39.41平方公里，海拔高度304米，鎮上有玻璃廠、陶瓷廠、釀酒廠和電子廠，2006年人口共有2,421。

## 外部連結
- Official website （页面存档备份，存于）